# هورگوش
هورگوش (صربی: Хоргош؛ مجاری: Horgos}} یک منطقهٔ مسکونی در صربستان است که در ناحیه بانات شمالی واقع شده‌است. هورگوش ۸۴٫۷۳ کیلومتر مربع مساحت و ۵٬۷۰۹ نفر جمعیت دارد و ۷۵ متر بالاتر از سطح دریا واقع شده‌است.